# La Femme et le Rossignol
Pour les articles homonymes, voir Rossignol (homonymie).
Pour plus de détails, voir Fiche technique et Distribution.
La Femme et le Rossignol est un film français réalisé par André Hugon, sorti en 1931.

## Fiche technique
- Titre original : La Femme et le Rossignol
- Réalisation : André Hugon
- Scénario : Jean Toulout, d'après une œuvre originale de Daniel Bela
- Décors : Lucien Aguettand et Christian-Jaque
- Photographie : Raymond Agnel, Henri Barreyre, René Colas
- Son : Louis Bogé
- Musique : Henri Verdun
- Sociétés de production : Les Productions André Hugon, Union-Film
- Pays d'origine : France
- Format : Noir et blanc - 35 mm - 1,33:1 - Mono
- Genre : inconnu
- Durée : 102 minutes
- Date de sortie : 1930

## Distribution
- Jean Marconi : Robert
- Kaïssa Robba : Taha
- Habib Benglia : le chef de tribu
- Rolla France : Madeleine
- Alexandre Mihalesco : le docteur
- Marcelle Praince : la comtesse de Bellefeuille
- André Liabel : le capitaine Gervais
- Lucien Baroux
- Georges Deneubourg
- Pierre Clarel
- Minnie Brown
- Madeleine Courtioux
- Lucienne Givry
- Irène Ormonde